# Centerungdomens Förbund i Finland
Centerungdomens Förbund i Finland (finska Nuoren Keskustan Liitto ry.) är ungdomsförbund för det finländska politiska partiet Centern i Finland. Förbundet bildades 1945.